# Dallas Soonias
Dallas Soonias est un joueur de volley-ball canadien né le 25 avril 1984 à Saskatoon (Saskatchewan). Il mesure 2,02 m et joue attaquant. Il totalise 73 sélections en équipe du Canada.

## Clubs
| Club                   | Pays    | De             | À             |
| ---------------------- | ------- | -------------- | ------------- |
| Jadar Radom            | Pologne | 2006-2007      | 2006-2007     |
| Arago de Sète          | France  | Oct 2007       | Mai 2008      |
| Iaroslavitch Iaroslavl | Russie  | Septembre 2008 | Novembre 2008 |
| Montpellier UC         | France  | Novembre 2008  | Mai 2009      |
| Unicaja Almería        | Espagne | 2009-2010      | …             |

1. ↑  Il intègre l'effectif de Sète en remplacement de Junot Mistoco et en qualité de joker médical.
2. ↑  Il intègre l'effectif de Montpellier en remplacement de Yoann Jaumel et en qualité de joker médical.